# Public Enemies (2009)
Public Enemies is een Amerikaanse misdaadfilm uit 2009 onder regie van Michael Mann. Hij schreef zelf het scenario, dat gebaseerd is op het boek Public Enemies van Bryan Burrough. De film werd genomineerd voor de Satellite Awards voor beste hoofdrolspeler (Johnny Depp), beste cinematografie, beste art direction en beste filmmuziek, de Screen Actors Guild Award voor beste stuntteam en de Empire Award voor beste thriller.

## Verhaal
De jaren 1930 worden in de Verenigde Staten gekenmerkt door misdaden en gangsters die het land onveilig maken. John Dillinger is een bekende bankrover en moordenaar die steeds uit de handen van de politie weet te glippen. Tijdens haar zoektocht naar Dillinger en zijn collega's Baby Face Nelson en Pretty Boy Floyd krijgt de politie de hulp van enkele gevaarlijke, federale agenten. Melvin Purvis leidt in dienst van J. Edgar Hoover het groepje agenten dat probeert de beruchte gangsters te arresteren.

## Rolverdeling
- Johnny Depp: John Dillinger
- Christian Bale: Melvin Purvis
- Channing Tatum: Pretty Boy Floyd
- Stephen Graham: Baby Face Nelson
- Bill Camp: Frank Nitti
- Giovanni Ribisi: Alvin Karpis
- Marion Cotillard: Billie Frechette
- David Wenham: Pete Pierpont
- John Ortiz: Phil D'Andrea
- Billy Crudup: J. Edgar Hoover
- Shawn Hatosy: Agent John Madala
- Carey Mulligan: Carole
- Stephen Lang: Charles Winstead
- Stephen Dorff: Homer Van Meter